# Catolicon
Il catolicon è un antico preparato farmaceutico in polvere (un elettuario) con azione di tipo lassativo.
Il preparato è composto principalmente da polpa e foglie di senna, radice di rabarbaro e polpa di tamarindo, cui si aggiungono liquirizia, semi di viole.
Questi primi ingredienti venivano incorporati con uno sciroppo ricavato dalle radici di polipodio, dalla liquirizia e cicoria, dalle foglie di agrimonia e scolopendrio, cui era possibile aggiungere semi di finocchio.
Il preparato, ritenuto un purgante universale degli umori
(lectuarium catolicon medicina est nobilis, universalis et secura, purgat omnes humores, potest dari omnibus hominibus et sanis constipatis et mulieribus pregnantibus),
aveva l'aspetto di una pasta e, dal momento che risultava decisamente più efficace quando appena fatto, questa miscela non doveva essere preparata in grandi quantità. 
La somministrazione poteva avvenire sia per via orale, nella misura di mezza oncia fino alle due once, che per via rettale, come clistere.

## Storia
Conosciuto ed utilizzato già nel 1600, questo preparato è citato nella commedia "Il Malato Immaginario" di Molière: "...ampio enteroclisma detersivo a base di camomilla, catolicon doppio, rabarbaro, miele rosato, e altro come da prescrizione..." (Atto 1, Scena Prima).